# Divisió de Benarés
La divisió de Benarés és una entitat administrativa de l'Índia, a l'estat d'Uttar Pradesh, amb capital a Varanasi (Benarés). Està formada pels següents districtes:
- Chandauli
- Ghazipur
- Jaunpur
- Benarés

Sota domini britànic fou una divisió de les Províncies Unides d'Agra i Oudh amb el nom anglès de Benares (català Benarés). La superfície era de 27.016 km². La seva població era la següent:
- 1872, 4.395.252
- 1881, 5.178.005
- 1891, 5.368.480
- 1901, 5.069.020

El descens de 1901 fou degut a les epidèmies que van seguir a les inundacions de 1894, a les fams i emigracions. Llavors la formaven cinc districtes (1901):
- Benares (Benarés)
- Mirzapur
- Jaunpur
- Ghazipur
- Ballia

Les ciutats principals eren aleshores Benarés (209.331 habitants), Mirzapur (79.862), Jaunpur 
(42.771), i Ghazipur (39.429). El 1881 hi havia 45 ciutats per damunt dels cinc mil habitants.